# Aberdeenshire (tradizionale)
Aberdeenshire o contea di Aberdeen (in lingua scots: Coontie o Aiberdeen, in gaelico scozzese: Siorrachd Obar Dheathain) è una contea di registrazione della Scozia . Questa area, ad esclusione della città di Aberdeen stessa, è anche un'area di luogotenenza della Scozia.
Fino al 1975, Aberdeenshire era una delle contee della Scozia, governata da un consiglio di contea dal 1890. I confini della contea furono modificati da commissari nominati con la legge del 1889 sul governo locale scozzese, che istituì i consigli di contea. Nel 1900 il capoluogo Aberdeen divenne una città-contea e pertanto fu rimossa dal territorio della contea stessa. L'Aberdeenshire confinava con il Kincardineshire, Angus e Perthshire a sud, Inverness-shire e Banffshire ad ovest, e con il Mare del Nord a nord e ad est. La linea costiera era di 105 km.
Lo stemma del Consiglio della contea di Aberdeen fu assegnato nel 1890; i quattro quarti rappresentano le aree di Buchan, Mar, Garioch e Strathbogie.
Nel 1975 l'amministrazione locale scozzese fu ulteriormente riorganizzata in un sistema a due livelli di regioni e distretti. L'Aberdeenshire, insieme alla città di Aberdeen, Banffshire, Kincardineshire e gran parte della contea di Moray furono unite per formare la regione dei Grampiani, e l'ex contea fu suddivisa tra i distretti della città di Aberdeen, Banff and Buchan, Gordon, e Kincardine and Deeside.
Nel 1996 vi fu la seconda riorganizzazione del sistema di governo locale scozzese per formare un unico livello di aree unitarie. Il nome scelto tornò ad essere quello dell'Aberdeenshire, che oggi ha confini differenti.
L'area della contea tradizionale dell'Aberdeenshire è collinosa, e da sud-ovest, presso il centro della Scozia, i Monti Grampiani si dividono in vari rami, principalmente verso nord-est.

## Città e villaggi
| - Aberchirder - Aboyne - Ballater - Braemar - Daviot - Ellon - Fraserburgh | - Fyvie - Huntly - Inverbervie - Inverurie - Kintore - Logie Coldstone - Lonmay | - Maud - Mintlaw - New Deer - Old Deer - Oldmeldrum - Peterhead - Portlethen | - Portsoy - Rosehearty - St. Comb's - Stonehaven - Tarland - Turriff - Westhill |

## Luoghi di interesse
| - Aden Country Park - Castello di Balmoral - Bullers of Buchan | - Cairness House - Deer Abbey, Old Deer - Duff House | - Castello di Dunnottar - Castello di Findlater - Castello di Fyvie | - Haddo House - Castello di Huntly - Scotland's Lighthouse Museum |